# Peosidrilus hornensis
Peosidrilus hornensis is een ringworm uit de familie van de Naididae. De wetenschappelijke naam van de soort is voor het eerst geldig gepubliceerd in 1994 door Erséus & Milligan.